# Die (Francia)
Die (AFI: /di/, ; in occitano: Diá) è un comune francese situato nel dipartimento della Drôme nella regione dell'Alvernia-Rodano-Alpi, sede di sottoprefettura.

## Geografia
Die è situata nella valla del fiume Drôme, nel massiccio di Vercors, a 67 km a sud-est di Valence.

## Etimologia
Il toponimo Die deriva dalla dea gallo-romana Andarta (Dea Augusta Vocontiorium), che veniva venerata qui dalla tribù celtica dei Voconzi.

## Storia
All'inizio del II secolo, l'insediamento di Dea Augusta Vocontiorium sostituì Lucus Augusti come capitale provinciale romana delle popolazioni celtiche dei Voconzi ed iniziò ad essere interessata da una serie di importanti lavori pubblici. Raggiunse lo status formale di colonia verso la fine del II secolo o durante il III secolo, come dimostra il fatto che la città divenne un importante centro di culto della dea della fertilità Cibele.
Tra il 285 e il 305, periodo nel quale l'Impero romano entrò in una fase di crisi, fu costruito intorno alla città un muro fortificato che racchiudeva un'area urbana di 25 ettari. Questo muro è lungo poco più di un miglio. Nella sua costruzione furono utilizzati frammenti di monumenti funerari. Die aveva due porte principali: a ovest, la porta di Saint-Pierre (demolita nel 1891) e a est la porta di Saint-Marcel. 
Il primo vescovo dell'antica diocesi di Die fu Nicasio nel 325, uno dei soli cinque vescovi dell'Impero romano d'Occidente a partecipare al primo Concilio di Nicea. La diocesi fu poi unita alla diocesi di Valence nel 1276, separata alla fine del XVII secolo e infine soppressa durante la Rivoluzione francese.

## Monumenti e luoghi d'interesse
- Cattedrale di Notre-Dame
- Porta San Marcello
- Palazzo diocesano, con all'interno la cappella di San Nicola

## Cultura

### Istruzione

#### Musei
- Museo di Die

## Infrastrutture e trasporti
La cittadina è servita da una propria stazione ferroviaria posta lungo la linea Livron–Aspres-sur-Buëch.

## Sport

### Corsa in montagna
Die ha ospitato i Campionati del mondo di corsa in montagna nel 1989.

## Società

### Evoluzione demografica
Abitanti censiti

## Amministrazione

### Gemellaggi
- Varallo Sesia, Italia
- Wirksworth, Regno Unito
- Frankenau, Germania
- Kiskunfélegyháza, Ungheria